# 截叶铁扫帚
截叶铁扫帚（学名：Lespedeza cuneata），又名千里光，铁扫帚。为豆科胡枝子属下的一个植物种。

## 扩展阅读
- 維基物種上的相關：截叶铁扫帚